# モン・タイ軍
モン・タイ軍（モン・タイぐん、ビルマ語: မိုင်းတိုင်းတပ်မတော်、英語: Mong Tai Army、略称MTA）は、ミャンマーのシャン系武装組織である。1985年にクン・サによって設立された。全盛期には20,000人の兵力を有し、国内最大の反政府組織のひとつであった。黄金の三角地帯における麻薬取引にも関与していた。MTAはタイのメーホンソーン県と国境を接する、ランコー県のホーモンに本拠地を置いていた。

## 歴史
モン・タイ軍（以下、MTA）は1985年、クン・サ率いるシャン連合軍（SUA）と、シャン連合革命軍（SURA）の一派であり、モーヘン（Moh Heng）の率いるタイ革命評議会（Tai Revolutionary Council）の統合により成立した。最終的な目標はシャン州の独立であると公式に表明しているにもかかわらず、両グループは州内軍閥の私兵として活動していると非難されていた。彼らは、毎年数百万ドルのアヘンが生産されることで知られる黄金の三角地帯における、麻薬取引に深く関与しているとしても批判されていた。
1990年代、MTAは20,000人の兵力を備えていた。1993年から1995年にかけてのミャンマー軍との戦闘ののち、シャン州の独立を希求するシャン民族主義者と、アヘン交易とそれによる利益に興味を示す華人の間で軋轢が深まった。1996年まで、モン・タイ軍はワ州連合軍（UWSA）と戦闘をおこなった。この戦いにより、UWSAはタイ国境付近、ケントゥンの南北2箇所の領土を獲得したものの、両者の争いはミャンマー軍を利するものでもあった。
1995年7月7日にはMTA内部で紛争が発生し、カンヨート（Kan Yod）・Dae Wain両大佐とその指揮下の8,000人がシポーに新たな拠点を設営した。この分派はシャン州民族軍（SSNA）と名をあらためた。SSNAは、1996年にモン・タイ軍は解体され、ミャンマー軍に降伏することとなるものの、ヨートスックら一部はこれに抵抗し、シャン州軍 (南)として知られる新しい組織を設立した。